# 의릉 (고려 충숙왕)
의릉(毅陵)은 고려 제27대 왕 충숙왕의 능이다. 개성에 있다고는 하나 정확한 위치는 알 수 없다.